# Сростнолепестные
Сростнолепе́стные, или спайнолепе́стные (лат. Monopetalae, Gamopetalae, Sympetalae) — выделяемая систематиками XIX века группа двудольных растений, которые имеют чашечку и сростнолепестный венчик, как, например, вьюнковые, паслёновые, губоцветные и др.
В современной классификации APG растения из этой группы хорошо вписываются в группу астерид (Asterids).